# يوهان فريدريش ستروينسي
يوهان فريدريش ستروينسي (5 أغسطس 1737 – 28 أبريل 1772)؛ كان طبيبًا وفيلسوفًا ورجل دولة ألمانيًا-دنماركيًا، عُيِّن طبيبًا خاصًا للملك كريستيان السابع ملك الدنمارك الذي كان يعاني من اضطرابات عقلية، كما شغل منصب وزير في الحكومة الدنماركية.
ارتقى ستروينسي إلى موقع الحاكم الفعلي للدولة، وحاول تنفيذ إصلاحات واسعة النطاق، غير أن علاقته العاطفية مع الملكة كارولاين ماتيلدا أثارت فضيحة كبيرة، خاصة بعد ولادة الأميرة لويزا أوغوستا، مما أشعل سلسلة من المؤامرات وصراعات السلطة التي أدّت في النهاية إلى سقوطه ووفاته المأساوية.

## الصعود إلى السلطة
في البداية سعى ستروينسي إلى إعادة الوئام بين الملك والملكة، كانت الملكة كارولين ماتيلدا لا تُكنّ له وُدًّا في البداية، لكنها كانت تعيسة في زواجها، مهمَلة ومنبوذة من قِبل الملك، وكانت تعاني من آثار مرضه العقلي، ومع ذلك كان ستروينسي من قلة قليلة التي أولت اهتمامًا بالملكة الوحيدة، وبدا أنه يبذل جهده للتخفيف من معاناتها، ومع مرور الوقت نمت مشاعرها تجاه الطبيب الشاب، وبحلول ربيع عام 1770 أصبح عشيقها؛ وقد أدّت تطعيماته الناجحة لولي العهد الرضيع في مايو إلى زيادة تأثيره ونفوذه بشكل كبير.
كان ستروينسي منخرطًا بعمق في تربية ولي العهد الأمير فريدريك السادس، متأثرًا بمبادئ عصر التنوير مثل دعوة جان جاك روسو للعودة إلى الطبيعة، ومع ذلك،فقد فسّر أفكار روسو بطريقته الخاصة، وفضّل عزل الطفل وتشجيعه على الاعتماد على نفسه إلى حد كبير، كما أخذ نصيحة روسو بخصوص فائدة البرد للأطفال على نحو حرفي، فكان ولي العهد يُلبَس ملابس خفيفة حتى في الشتاء.

## الحياة
وُلد يوهان فريدريش ستروينسي في مدينة هاله بـ مملكة بروسيا في 5 أغسطس 1737 لأسرة بروتستانتية محافظة، كان والده آدم ستروينسي (عُمّد في نويروبين في 8 سبتمبر 1708 وتوفي في في ريندسبورغ 20 يونيو 1791)؛ كان عالم لاهوتيًا مؤيدًا لحركة التقوية (Pietism).
التحق يوهان بـ جامعة هاله في سن الخامسة عشرة، في 5 أغسطس 1752، حيث درس الطب وتأثر بأفكار عصر التنوير التي كانت سائدة آنذاك، بما فيها النقد الاجتماعي والسياسي والدعوة إلى الإصلاح. حصل على شهادة الدكتوراه في الطب في 12 ديسمبر 1757، وتبنّى العديد من الأفكار الجديدة التي قادته نحو الإلحاد لاحقًا.
في عام 1758، انتقل إلى ألتونا – التي كانت حينها تحت السيطرة الدنماركية – بينما انتقل والده إلى ريندسبورغ في 1760. بقي ستروينسي في ألتونا عشر سنوات، وتواصل خلالها مع عدد من النخب المثقفة المناصرة للتنوير، ومن خلال تلك الشبكات عُرِف في البلاط الملكي الدنماركي، قام الكونت رانتزاو بترشيحه ليكون طبيب الملك كريستيان السابع خلال جولته الأوروبية عبر ألمانيا، هولندا، إنجلترا وفرنسا.
في أبريل 1768 تم تعيين ستروينسي رسميًا في هذا المنصب. وخلال تواجده في إنجلترا حصل على دكتوراه فخرية في الطب من جامعة كامبريدج.
خلال الجولة الملكية التي استمرت ثمانية أشهر، نجح ستروينسي في كسب ثقة الملك والوزراء مثل البارون بيرنشتورف ووزير المالية شيميلمان، إذ لاحظوا تحسُّن سلوك الملك بفضل تأثيره. وعند عودتهم إلى كوبنهاغن في يناير 1769، عُيِّن طبيبًا خاصًا للملك، وفي مايو حصل على اللقب الفخري "مستشار الدولة"، مما منحه رتبة رفيعة في البلاط.
بدأ ستروينسي في إصلاح العلاقة بين الملك والملكة كارولين ماتيلدا، التي كانت تعاني من الإهمال والوحدة، مع الوقت أصبحت عشيقته مع أوائل عام 1770. وبفضل نجاحه في تطعيم ولي العهد الأمير فريدريك، ازداد نفوذه في البلاط بشكل كبير.
تولى بنفسه تربية الأمير فريدريك وفق مبادئ روسو في العودة إلى الطبيعة، لكنه طبّقها بطريقة صارمة؛ إذ عزل الطفل وشجّعه على الاعتماد الذاتي، وألزمه بارتداء ملابس خفيفة حتى في الشتاء.
في 5 مايو 1770 حصل ستروينسي على منصب المستشار الملكي، وخلال صيف العام ذاته قضى البلاط وقته في شليسفيغ-هولشتاين. في 15 سبتمبر، أقال الملك مستشاره بيرنشتورف، وفي 18 ديسمبر نصب ستروينسي نفسه مستشارًا للملكة، وبذلك بدأت فترة حكمه الفعلية والتي استمرت 16 شهرًا، عُرفت باسم "عصر ستروينسي".
مع تدهور الحالة العقلية للملك، أصبح ستروينسي الحاكم الفعلي للبلاد، وفي ديسمبر 1770، حلّ مجلس الدولة وفرض نفسه سلطةً مطلقة، واعتبارًا من ذلك التاريخ أصبح كل الوزراء يقدمون تقاريرهم إلى الملك من خلال ستروينسي الذي كان بدوره يملي الردود بنفسه، نظرًا لعدم قدرة الملك على القيام بواجباته.
بعد ذلك أقال جميع رؤساء الإدارات، وأصبح المجلس الوزاري برئاسته هو السلطة العليا للدولة، خلال الفترة من 18 ديسمبر 1770 حتى 16 يناير 1772، أصدر ستروينسي أكثر من 1069 مرسومًا ملكيًا، أي بمعدل يزيد عن ثلاثة مراسيم في اليوم، ما يعكس حجم نفوذه وسرعة إصلاحاته.
شملت الإصلاحات التي بدأها ستروينسي:
| - إلغاء التعذيب. - إلغاء تقييد العمل (السخرة). - إلغاء الرقابة على الصحافة. - إلغاء ممارسة تفضيل النبلاء في مناصب الدولة. - إلغاء امتيازات النبالة. - إلغاء إيرادات غير المستحقة للنبلاء. - إلغاء قواعد الآداب في الديوان الملكي. - إلغاء إرستقراطية في الديوان الملكي. - إلغاء تمويل الدولة للشركات المصنعة غير المنتجة. - إلغاء بعض أيام العطل. | - فرض ضريبة على القمار والترف الخيول لتمويل المرضى من اللقطاء. - حظر تجارة الرقيق في المستعمرات الدنماركية. - الإنجازات الفعلية فقط مجزيه مع الألقاب الإقطاعية والزينة. - تجريم الرشوة ومعاقبتهم. - إعادة تنظيم المؤسسات القضائية التقليل من الفساد. - إدخال مخازن الحبوب المملوكة للدولة لتحقيق التوازن في سعر الحبوب. - التعيين بعض الأراضي الزراعية للفلاحين. - إعادة التنظيم الجيش. - الإصلاحات الجامعية. - إصلاح المؤسسات الطبية المملوكة للدولة. |

من بين أبرز إصلاحات ستروينسي، إلغاء عقوبة الإعدام على السرقة، والتخلص من مظاهر الفساد الأخلاقي مثل الإكراميات والهدايا الرسمية، كما عمد إلى تعيين رجال محليين أقوياء في مناصب حكومية مربحة، بغرض إضعاف قبضة الأرستقراطية التقليدية على الإدارة.
مع ذلك وُجِّهت إليه انتقادات شديدة، خاصة من أولئك الذين رأوا أنه لم يحترم التقاليد الدنماركية والنرويجية، وأنه حاول فرض أفكار تجريدية دون مراعاة الواقع الاجتماعي والثقافي المحلي، وكما زادت الشكوك ضده لكونه لم يكن يتحدث اللغة الدنماركية، وأدار شؤون الدولة باللغة الألمانية، ولضمان ولاء الجهاز البيروقراطي، قام بفصل موظفي الدولة بالكامل دون أي تعويضات أو معاشات، واستبدلهم بأشخاص موالين له، كثيرٌ منهم كانوا يفتقرون إلى الخبرة والكفاءة.
ورغم أن الجمهور رحّب ببعض إصلاحاته في البداية، إلا أن المشاعر سرعان ما انقلبت ضده. وعندما ألغى الرقابة على الصحافة، استُغلت الحرية الجديدة في إصدار عدد هائل من المنشورات التي هاجمته بشراسة.
وعلى الرغم من موجة الانتقادات، استفادت الطبقة الوسطى من بعض إصلاحاته، ولو امتد حكمه لفترة أطول ربما كان قادرًا على تهدئة الأوضاع وتجنب الاضطرابات القادمة، لكن كثيرًا من الدنماركيين لم يتقبلوا سيطرته الكاملة على الملك، حيث شعروا بأن ستروينسي همّش الملك تمامًا وألغى إرادته، ولم يكن الرأي السائد آنذاك أن الملك كريستيان السابع كان فاقدًا للعقل، بل أنه فقط ضعيف بسبب حالته الصحية، وقد أثار هذا الشك منشور رسمي في 14 يوليو 1771 من مجلس الوزراء، أعلن فيه أنه يملك صلاحيات تنفيذية تُضاهي أوامر الملك نفسه، حتى دون توقيع الملك الشخصي، مما أكد لدى العامة أن السلطة انتقلت فعليًا إلى يد ستروينسي.
أما علاقته بالملكة كارولين ماتيلدا، فلم تكن هي ما أزعج عامة الشعب بقدر ما كان سلوكها الشخصي المُشين، الذي جلب لها احتقار الناس. كان الجمهور يحتشد يوميًا لمشاهدة الملك والملكة في جولاتهما، وكان السفراء الأجانب يصفون هذه المشاهد بسخرية وتعجّب، أما الملك كريستيان فقد بدا وكأنه واجهة شكلية للسلطة، إلا أنه أحيانًا أظهر بعض العناد ورفض تنفيذ أوامر مستشاريه، خاصة برانت وستروينسي، وفي إحدى المرات دخل في مشادة حادة مع برانت، انتهت بأن ضرب برانت الملك على وجهه أثناء الاشتباك.

## القبض على ستروينسي وإعدامه
أثار قيام يوهان فريدريش ستروينسي بعزل عدد كبير من المسؤولين الحكوميين والضباط استياءً واسعًا بين الطبقة الحاكمة، مما أكسبه عددًا كبيرًا من الأعداء السياسيين، وفي 30 نوفمبر 1771 منح ستروينسي وبرانت نفسيهما لقب "كونت"، وهو ما زاد من مشاعر الاستياء بين الشعب في الدنمارك والنرويج، في صيف عام 1771 قضى الملك كريستيان السابع وزوجته الملكة كارولين ماتيلدا إلى جانب ستروينسي وبرانت وأعضاء من البلاط الملكي، فترة الصيف في قصر هيرشولم شمال كوبنهاغن، حيث مكثوا فيه حتى أواخر الخريف، ومع 7 يوليو من ذلك العام وضعت الملكة مولودتها الأميرة لويز أوغوستا، التي يُعتقد على نطاق واسع أنها ابنة ستروينسي، وفي 19 نوفمبر انتقل البلاط إلى قصر فريدريكسبرغ غرب العاصمة.
ومع تزايد السخط الشعبي والسياسي، تشكّلت مؤامرة ضد ستروينسي بقيادة شاك كارل رانتساو وآخرين، وبتفويض من الملكة الأرملة يوليانا ماريا، سعيًا نحو استعادة النفوذ الملكي وانتزاع السلطة من يد ستروينسي وتثبيت نفوذها ونفوذ ابنها الأمير فريدريك، عاد البلاط إلى قصر كريستيانسبورغ في 8 يناير 1772، وفي 16 من الشهر ذاته أُقيم أول حفل تنكري في مسرح البلاط، ثم مع ساعات الفجر الأولى من يوم 17 يناير، وقع انقلاب داخل القصر: تم القبض فيها على ستروينسي وبرانت والملكة كارولين ماتيلدا في غرف نومهم، وقد وُصف ذلك باعتباره "تحريرًا" للملك، الذي جاب شوارع كوبنهاغن في عربة ذهبية وسط احتفال شعبي عارم.
وُجّهت إلى ستروينسي تهمة اغتصاب السلطة الملكية في انتهاك مباشر لقانون الملكية، وقد دافع عن نفسه ببراعة، معتقدًا في البداية أن المحكمة لن تجرؤ على محاكمة الملكة، فأنكر وجود علاقة غير شرعية بينه وبينها، ومع ذلك نُقلت الملكة بصفتها سجينة دولة نحو قلعة كرونبورغ، وفي 27 و28 أبريل 1772، صدر الحكم بإعدام ستروينسي وبرانت، بعد أن يُقطع لكل منهما يده اليمنى أولًا، ثم يُفصل رأسه عن جسده، على أن تُسحب جثتاهما بعد ذلك وتُقطّع إربًا.، وبما أن قانون الملك لم يكن ينص على آلية لعزل الملك إذا فقد الأهلية العقلية، فقد تمت محاكمة ستروينسي كإنسان عادي اتُّهم بإهانة الذات الملكية واغتصاب سلطة العرش، وهما جريمتان تصل عقوبتهما إلى الإعدام بحسب الفقرتين 2 و26 من القانون الملكي.
قضى ستروينسي أيامه الأخيرة في قلعة كاستيليت في كوبنهاغن، ونُفذ فيه الحكم في 28 أبريل 1772، بعد أن أُعدم برانت أولًا، رغم ذلك ظل الملك كريستيان السابع يكنّ تقديرًا لستروينسي حتى بعد وفاته، فقد كتب بخط يده على رسم أنجزه عام 1775، أي بعد ثلاث سنوات من الإعدام، عبارة باللغة الألمانية جاء فيها: "Ich hätte gern beide gerettet" أي: "كنت لأرغب في إنقاذهما كليهما"، في إشارة إلى ستروينسي وبرانت.